# Casa mia (Simona Molinari)
Casa mia è il quinto album in studio della cantante Simona Molinari, pubblicato nel dicembre 2015.
Si tratta di un disco di cover.

## Tracce
1. A Tisket a Tasket – 2:14
2. Bewitched – 5:58
3. Puttin' on the Ritz – 2:42
4. Mr. Paganini – 4:42
5. Quizás quizás quizás – 3:09
6. Smoke Gets in Your Eyes – 3:36
7. Never Do a Tango with an Eskimo – 2:08
8. Dream a Little Dream – 3:03
9. It's the Most Wonderful Time of the Year – 2:40
10. Every Time We Say Goodbye – 3:57

## Classifiche
| Classifica (2015) | Posizione |
| ----------------- | --------- |
| Italia            | 28        |